# Cas Bateragune
El cas Bateragune és el nom amb el qual es coneix al procés judicial seguit contra diversos membres de l'esquerra abertzale per integració en organització terrorista sota l'acusació d'intentar reconstruir Batasuna per a formar una «aliança independentista» seguint ordres d'ETA, i pel qual van romandre empresonats entre sis i sis anys i mig Arnaldo Otegi i quatre dirigents de l'esquerra abertzale que van defensar en tot moment que estaven tractant de portar el seu moviment cap als postulats de la noviolència. El cas va suscitar una onada de protestes al País Basc i les crítiques de partits polítics i personalitats internacionals, i finalment el Tribunal Europeu de Drets Humans va dictaminar que no van tenir un judici imparcial i que es va vulnerar l'article 6.1 de la Convenció Europea de Drets Humans, que estableix el dret a un judici just. Llavors ETA ja s'havia dissolt després d'haver anunciat temps abans el cessament definitiu de l'activitat armada.

## Detencions
El 13 d'octubre de 2009 van ser detinguts deu membres de l'esquerra abertzale que presumptament intentaven reconstruir la Taula Nacional de Batasuna. Per ordre del jutge Baltasar Garzón la policia va entrar a la seu central del sindicat LAB, a Sant Sebastià, on va detenir l'exportaveu de Batasuna Arnaldo Otegi, a l'exsecretari general de LAB Rafa Díez, a l'històric dirigent abertzale Rufi Etxeberria, a la extresorera de EHAK Sonia Jacinto i al exresponsable de Haika a Àlaba Arkaitz Rodríguez. També serien detinguts en altres punts del País Basc Txelui Moreno, Mañel Serra, Amaia Esnal, Ainara Oiz i Miren Zabaleta, filla del coordinador general d'Aralar Patxi Zabaleta.
Segons l'acte judicial, Batasuna portava temps treballant perquè ETA declarés una treva parcial amb l'objectiu de poder arribar a acords amb Eusko Alkartasuna, Aralar, Abertzaleen Batasuna i el sindicat ELA de cara a un projecte comú, amb l'exclusió del PNB, per presentar-se a les eleccions municipals i forals de 2011. Els detinguts haurien format un grup anomenat Bateragune ('punt de trobada' en basc), que tindria com a seu operativa l'edifici del sindicat LAB on es van realitzar les primeres detencions. Les actuacions judicials van decretar presó incondicional per a Arnaldo Otegi, Rafa Díez, Sonia Jacinto, Arkaitz Rodríguez i Miren Zabaleta. Rufi Etxeberria i Ainara Oiz van quedar lliures sense càrrecs i es va decretar presó eludible sota fiança per a la resta.
Aquestes detencions, amb l'agreujant que diverses d'elles es realitzessin en una seu sindical, van generar una de les majors mobilitzacions de protesta dels últims anys al País Basc, convocada per la majoria sindical basca (ELA, LAB, ESK, Steilas, EHNE i Hiru) i amb el suport de tots els partits nacionalistes. Al seu torn, l'esquerra abertzale va fer públic un document de debat intern elaborat pels detinguts que apostava per «la utilització de vies exclusivament polítiques i pacífiques».
El 25 d'abril de 2010 Rafa Díez va ser posat en llibertat sota fiança per tenir cura de la seva mare en estat crític.

## Sentència de l'Audiència Nacional
Una vegada jutjats per aquests fets, el 16 de setembre de 2011 la secció quarta de la Sala penal de l'Audiència Nacional, presidida per la jutgessa Ángela Murillo, va condemnar a deu anys de presó i a deu anys d'inhabilitació per ocupar càrrecs públics a Arnaldo Otegi i a Rafa Díez, acusats de pertànyer a ETA en grau de dirigents a través d'un òrgan de coordinació denominat Bateragune, encarregat de planificar i gestionar la nova línia estratègica d'acumulació de forces independentistes. La sentència també va condemnar a vuit anys de presó a Miren Zabaleta, a Arkaitz Rodríguez i a Sonia Jacinto per pertinença a banda armada. Txelui Moreno, Mañel Serra i Amaia Esnal van ser absolts i Rafa Díez va ingressar de nou a la presó.
El 20 d'octubre de 2011 ETA va anunciar el cessament definitiu de la seva activitat armada.

## Sentència del Tribunal Suprem
El 7 de maig de 2012, el Tribunal Suprem va desestimar els recursos de la defensa, però va rebaixar la condemna a tots els encausats en una sentència que descartava la seva participació en Bateragune, òrgan vinculat a Ekin. Les condemnes a Arnaldo Otegi i Rafa Díez van ser reduïdes a sis anys i mig de presó en considerar que no hi havia cap argument sòlid per considerar-los dirigents d'ETA, encara que va estimar acreditat que formaven part d'ETA i seguien les seves directrius per dissenyar una estratègia d'acumulació de forces independentistes. Per aquest mateix motiu també van veure ratificada la seva condemna els altres tres encausats, essent reduïda la pena a sis anys de presó. La sentència no va ser unànime i dos dels cinc magistrats van emetre sengles vots particulars: un partidari de la lliure absolució, en considerar que l'única cosa provada durant el procés va ser l'activitat política dels encausats, i un altre partidari de l'anul·lació del judici per la falta d'imparcialitat de la presidenta de la Sala de l'Audiència Nacional Ángela Murillo.
El 21 de juny de 2012, en la roda de premsa celebrada l'endemà de la legalització de Sortu pel Tribunal Constitucional, Iñigo Iruin, advocat i portaveu de Sortu, va demanar l'alliberament dels cinc processats en el cas Bateragune mitjançant un recurs d'empara davant d'aquest Tribunal que esperava que prosperés perquè, segons va declarar «és un fet notori que els cinc condemnats en el sumari estan en l'origen de tot el procés de reflexió del qual sorgeix el nou projecte polític i organitzatiu de l'esquerra abertzale, que es va concretar en Sortu». Finalment el Tribunal Constitucional ho va admetre a tràmit el 9 de maig de 2013, si bé no es va pronunciar fins a l'any següent.

## Sentència del Tribunal Constitucional
El 22 de juliol de 2014 el Tribunal Constitucional va rebutjar, per set vots enfront de cinc, els recursos d'empara presentats per Arnaldo Otegi, Miren Zabaleta, Arkaitz Rodríguez i Sonia Jacinto, i el 26 de setembre d'aquest mateix any també va rebutjar el presentat per Rafa Díez, per quatre vots enfront de dos.
L'11 d'octubre de 2015, després de complir íntegrament les penes de presó de les seves condemnes, Sonia Jacinto, Miren Zabaleta i Arkaitz Rodríguez van abandonar les presons d'Estremera, Valladolid i Logronyo, respectivament. Arnaldo Otegi va sortir de la presó de Logronyo l'1 de març de 2016 i Rafa Díez va sortir del centre penitenciari del Dueso, a Santoña, el 17 d'agost de 2017.

## Sentència del Tribunal Europeu dels Drets Humans
El 6 de novembre de 2018 el Tribunal Europeu dels Drets Humans va dictar una sentència en què concloïa que l'Audiència Nacional havia vulnerat l'article 6.1 de la Convenció Europea de Drets Humans en el processament d'Arnaldo Otegi, Sonia Jacinto, Rafa Díez, Miren Zabaleta i Arkaitz Rodríguez, tots condemnats, atès que el judici realitzat a Madrid no havia estat just per la falta d'imparcialitat de la magistrada Ángela Murillo que va presidir el tribunal de l'Audiència Nacional, i finalment la sentència fou anul·lada pel tribunal suprem en 31 de juliol de 2020.